# Promachus floccosus
Promachus floccosus är en tvåvingeart som beskrevs av Kirby 1884. Promachus floccosus ingår i släktet Promachus och familjen rovflugor. Inga underarter finns listade i Catalogue of Life.